# Balthasar Friedrich Blanckmeister
Balthasar Friedrich Blanckmeister (* 31. Oktober  1694 in Stettin; † 1762) war ein deutscher evangelischer Theologe. 
Blanckmeister studierte ab 1715 an der Universität Wittenberg. Er wurde 1722 Pastor und Gräflich Bosescher Hofprediger in Netzschkau im Voigtland. 
Blanckmeister hat mehrere theologische Schriften verfasst.
Sein Sohn Jonathan Renatus Blanckmeister (1731–1800) wurde Pfarrer zunächst in Breitenborn und dann in Gnandstein.

## Schriften (Auswahl)
- Heilige Arbeit im Herrn Jesu für Gelehrte und Ungelehrte, worin die Schriftstellen erkläret werden. Dresden und Leipzig 1732 (Online).
- Apodixis conjugationum hebraearum. Dresden 1734.
- Abhandlung von der waltenden Langmuth Gottes über die Menschen (vielleicht ungedruckt geblieben).